# Stojkite
Stojkite (bulgariska: Стойките) är ett distrikt i Bulgarien.   Det ligger i kommunen Obsjtina Smoljan och regionen Smoljan, i den södra delen av landet, 160 km sydost om huvudstaden Sofia.
I omgivningarna runt Stojkite växer i huvudsak blandskog. Runt Stojkite är det ganska glesbefolkat, med 47 invånare per kvadratkilometer.